# Reyes
Reyes – miasto w Boliwii, w departamencie Beni, w prowincji José Ballivián. W mieście znajduje się port lotniczy Reyes.